# Solhan Spor Kulübü 2021-2022
Questa voce raccoglie le informazioni riguardanti il Solhan Spor Kulübü nelle competizioni ufficiali della stagione 2021-2022.

## Stagione
Il Solhan Spor Kulübü partecipa alla stagione 2021-22 con la denominazione sponsorizzata Bingöl Solhan Spor.
In Efeler Ligi ottiene un tredicesimo posto, che ne sancisce la retrocessione in serie cadetta; in Coppa di Turchia, invece, viene eliminato al termine della fase a gironi.

## Organigramma societario
Area direttiva
- Presidente: Ziya Sözen

Area tecnica
- Allenatore: Mehmet Şahin (fino a dicembre[3]), Aykut Lale (da dicembre[3])
- Scoutman: Okan Mert Gezer

## Rosa
| N° | Nome               | Ruolo | Data di nascita   | Nazionalità sportiva |
| -- | ------------------ | ----- | ----------------- | -------------------- |
| 1  | Azizcan Ataoğlan   | P     | 8 marzo 2000      | Turchia              |
| 2  | Turgay Doğan       | S     | 14 febbraio 1984  | Turchia              |
| 3  | André Luiz Queiroz | P     | 6 luglio 1992     | Brasile              |
| 5  | Amir Falahat       | P     | 19 maggio 2000    | Iran                 |
| 6  | Branimir Grozdanov | S     | 21 maggio 1994    | Bulgaria             |
| 7  | Alper Omurca       | S     | 23 marzo 2000     | Turchia              |
| 8  | Berkant Hızarcı    | C     | 14 giugno 1999    | Turchia              |
| 8  | Wilian Doardo      | S     | 22 aprile 1997    | Brasile              |
| 9  | Halil Kurt         | C     | 16 febbraio 1998  | Turchia              |
| 10 | Uğur Kılınç        | C     | 24 gennaio 1997   | Turchia              |
| 11 | Murat Karakaya     | S     | 27 giugno 1987    | Turchia              |
| 12 | Ediz Fırıncıoğlu   | O     | 20 settembre 1993 | Turchia              |
| 13 | Celalettin Fedakar | S     | 13 dicembre 2001  | Turchia              |
| 14 | Fatih Yörümez      | L     | 11 marzo 2000     | Turchia              |
| 15 | Dmitrij Il'inych   | S     | 31 gennaio 1987   | Russia               |
| 16 | Amel Dautefendic   | C     | 26 marzo 1999     | Turchia              |
| 17 | Radzivon Miskevič  | O     | 22 aprile 1995    | Bielorussia          |
| 18 | Kadir Cin          | S     | 7 maggio 1987     | Turchia              |
| 18 | Ali İçmeğiz        | C     | 11 maggio 1989    | Turchia              |
| 19 | Burak Hazırol      | L     | 10 marzo 1991     | Turchia              |
| 20 | Onur Çukur         | P     | 9 agosto 1999     | Turchia              |

## Statistiche

### Statistiche di squadra
| Competizione     | Punti | In casa | In casa | In casa | In trasferta | In trasferta | In trasferta | Totale | Totale | Totale |
| Competizione     | Punti | G       | V       | P       | G            | V            | P            | G      | V      | P      |
| ---------------- | ----- | ------- | ------- | ------- | ------------ | ------------ | ------------ | ------ | ------ | ------ |
| Efeler Ligi      | 23    | 13      | 6       | 7       | 13           | 1            | 12           | 26     | 7      | 19     |
| Coppa di Turchia | 0     | 0       | 0       | 0       | 0            | 0            | 0            | 3      | 0      | 3      |
| Totale           | -     | 13      | 6       | 7       | 13           | 1            | 12           | 29     | 7      | 22     |

G = partite giocate; V = partite vinte; P = partite perse

### Statistiche dei giocatori
| Giocatore      | Campionato | Campionato | Campionato | Campionato | Campionato | Coppa di Turchia | Coppa di Turchia | Coppa di Turchia | Coppa di Turchia | Coppa di Turchia | Totale | Totale | Totale | Totale | Totale |
| Giocatore      | P          | PT         | AV         | MV         | BV         | P                | PT               | AV               | MV               | BV               | P      | PT     | AV     | MV     | BV     |
| -------------- | ---------- | ---------- | ---------- | ---------- | ---------- | ---------------- | ---------------- | ---------------- | ---------------- | ---------------- | ------ | ------ | ------ | ------ | ------ |
| A. Ataoğlan    | 25         | 31         | 12         | 12         | 7          | 3                | 1                | 0                | 1                | 0                | 28     | 32     | 12     | 13     | 7      |
| K. Cin         | 2          | 9          | 8          | 1          | 0          | 2                | 17               | 16               | 1                | 0                | 4      | 26     | 24     | 2      | 0      |
| O. Çukur       | 14         | 8          | 3          | 5          | 0          | -                | -                | -                | -                | -                | 14     | 8      | 3      | 5      | 0      |
| A. Dautefendic | 25         | 132        | 90         | 35         | 7          | 3                | 7                | 4                | 1                | 2                | 28     | 139    | 94     | 36     | 9      |
| W. Doardo      | 16         | 204        | 168        | 21         | 15         | -                | -                | -                | -                | -                | 16     | 204    | 168    | 21     | 15     |
| T. Doğan       | 4          | 2          | 2          | 0          | 0          | -                | -                | -                | -                | -                | 4      | 2      | 2      | 0      | 0      |
| A. Falahat     | 1          | 0          | 0          | 0          | 0          | -                | -                | -                | -                | -                | 1      | 0      | 0      | 0      | 0      |
| C. Fedakar     | 7          | 3          | 2          | 1          | 0          | -                | -                | -                | -                | -                | 7      | 3      | 2      | 1      | 0      |
| E. Fırıncıoğlu | 13         | 197        | 164        | 22         | 11         | -                | -                | -                | -                | -                | 13     | 197    | 164    | 22     | 11     |
| B. Grozdanov   | 20         | 363        | 314        | 26         | 23         | -                | -                | -                | -                | -                | 20     | 363    | 314    | 26     | 23     |
| B. Hazırol     | 22         | 0          | 0          | 0          | 0          | 3                | 0                | 0                | 0                | 0                | 25     | 0      | 0      | 0      | 0      |
| B. Hızarcı     | 0          | 0          | 0          | 0          | 0          | 0                | 0                | 0                | 0                | 0                | 0      | 0      | 0      | 0      | 0      |
| A. İçmeğiz     | 3          | 0          | 0          | 0          | 0          | -                | -                | -                | -                | -                | 3      | 0      | 0      | 0      | 0      |
| D. Il'inych    | 1          | 2          | 2          | 0          | 0          | 3                | 35               | 28               | 4                | 3                | 4      | 37     | 30     | 4      | 3      |
| M. Karakaya    | 12         | 73         | 62         | 7          | 4          | 3                | 13               | 10               | 2                | 1                | 15     | 86     | 72     | 9      | 5      |
| U. Kılınç      | 24         | 110        | 77         | 25         | 8          | 3                | 6                | 3                | 2                | 1                | 27     | 116    | 80     | 27     | 9      |
| H. Kurt        | 23         | 100        | 63         | 29         | 8          | 3                | 11               | 8                | 3                | 0                | 26     | 111    | 71     | 32     | 8      |
| R. Miskevič    | 10         | 150        | 128        | 13         | 9          | 3                | 23               | 23               | 0                | 0                | 13     | 173    | 151    | 13     | 9      |
| A. Omurca      | 26         | 115        | 91         | 16         | 8          | 3                | 15               | 14               | 0                | 1                | 29     | 130    | 105    | 16     | 9      |
| A.L. Queiroz   | 2          | 3          | 1          | 2          | 0          | 3                | 5                | 1                | 2                | 2                | 5      | 8      | 2      | 4      | 2      |
| F. Yörümez     | 17         | 0          | 0          | 0          | 0          | 3                | 0                | 0                | 0                | 0                | 20     | 0      | 0      | 0      | 0      |

P = presenze; PT = punti totali; AV = attacchi vincenti; MV = muri vincenti; BV = battute vincenti